# Склеротичне кільце

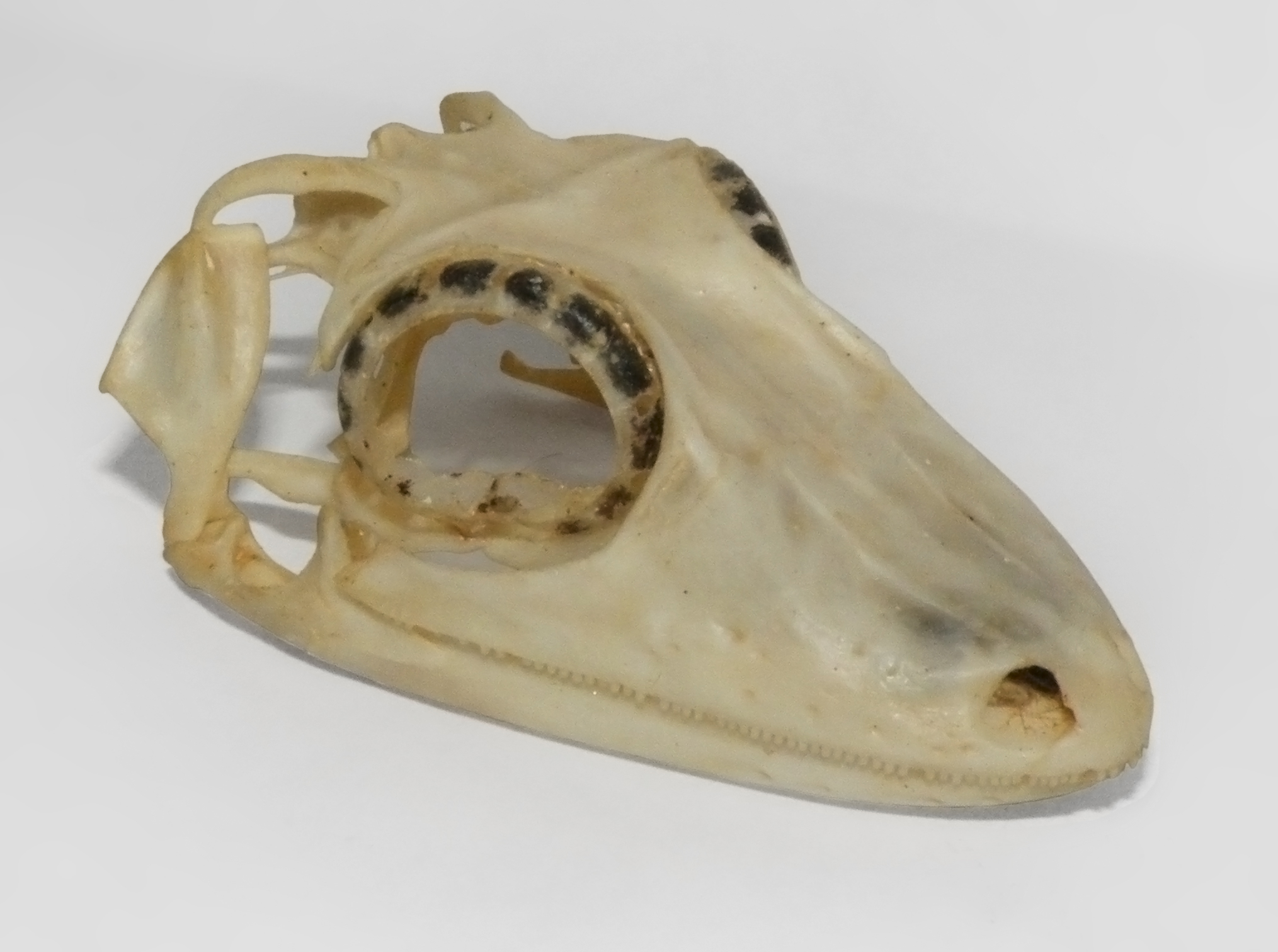
Череп гекона пласкохвостого з великим склеротичним кільцем.

Склеротичне кільце (англ. sclerotic ring) — кільце зі склеротичних кісток (кісток у товщі склери) у деяких завропсидів. Є у черепах, ящірок і птахів, нема у крокодилів, змій і ссавців. Серед викопних тварин було, наприклад, у мозазаврів, завроптеригій, талатозухій і талатозаврів. Ймовірно, головною функцією є місце прикріплення м'язів акомодації.
Кількість склеротичних кісток може різнитися між видами, в межах виду і навіть між лівим і правим оком. У сучасних ящірок і птахів їх зазвичай 10-15, більшість ящірок має 14. 
Ймовірно, склеротичні кістки завропсидів не є гомологічними до склеротичних кісток костистих риб.